# Bajan-Ölgii-Aimag
Koordinaten: 48° 18′ N, 89° 30′ O

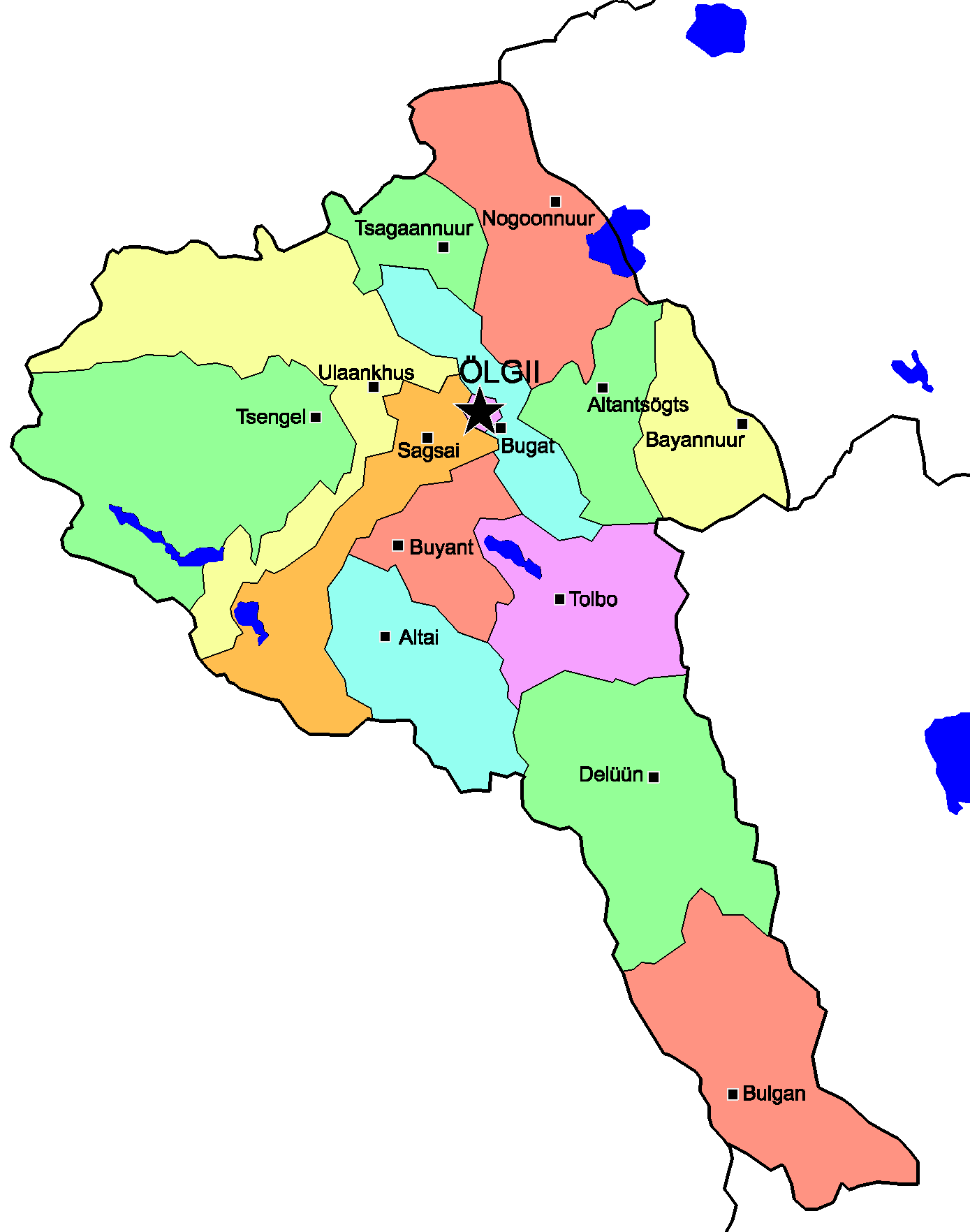
Die Sum des Bajan-Ölgii-Aimag (englische Schreibweise der Namen)

Der Bajan-Ölgii-Aimag (mongolisch Баян-Өлгий аймаг, ᠪᠠᠶ᠋ᠨ ᠥᠯᠦᠭᠡᠢ ᠠᠶᠢᠮᠠᠭ, kasachisch Баян-Өлгей аймағы) ist ein Aimag (Provinz) der Mongolei.

## Geographie
Der Aimag liegt im äußersten Westen des Landes und grenzt sowohl an Russland wie auch an die Volksrepublik China. Die Grenze zwischen den beiden Nachbarländern ist hier aber sehr kurz und endet nach etwa 40 km am östlichen Ende von Kasachstan. Die benachbarten Aimags in der Mongolei sind Uws im Nordosten und Chowd im Südosten.
Bajan-Ölgii ist der höchstgelegene Aimag der Mongolei. Er befindet sich zu einem großen Teil im Mongolischen Altai, an der Schnittstelle zum Russischen Altai. Etwa 10 % des Gebietes ist von Wäldern bedeckt, welche vorwiegend aus der Sibirischen Lärche bestehen.
Der Chüiten-Gipfel (‚kalter Gipfel‘, auch Nairamdal Orgil ‚Freundschaftsgipfel‘) des Tavan-Bogd-Massivs (‚fünf Heilige‘) auf der mongolisch-chinesischen Grenze ist mit 4374 m der höchste Punkt der Mongolei. Das Massiv enthält mehrere Gletscher, darunter den 19 km langen Potanii, und ist nur für erfahrene Kletterer unter ortskundiger Führung zugänglich.
Der Fluss Chowd (der längste innerhalb der Mongolei) hat seinen Ursprung in diesem Aimag. Er entspringt den drei Seen Choton, Churgan und Dajan und mündet später im Chowd-Aimag in den See Char Us Nuur. Der Tolbo Nuur ist ein großer Salzsee etwa 50 km südlich des Hauptortes auf 2080 m Höhe gelegen. Sein Wasser ist klar und kalt.

## Bevölkerung
Die meisten Einwohner von Bajan-Ölgii sind kasachischer Abstammung, und ihre Traditionen unterscheiden sich aufgrund ihres islamischen Glaubens teilweise deutlich von denen der übrigen Mongolen. Kleinere Anteile der Bevölkerung setzen sich aus Chalcha, Choschuten, Dürbeten und Tuwinern zusammen. Ein signifikanter Anteil der Bevölkerung hat nicht Mongolisch, sondern Kasachisch als Muttersprache.
Kurz nach der Demokratisierung sind viele Kasachen nach Kasachstan ausgewandert, in der Annahme, dort eine bessere Zukunft zu finden. Dies hatte einen deutlichen Rückgang der Bevölkerungszahlen zur Folge. Allerdings wurden diese Hoffnungen oft nicht erfüllt, und ein Teil der Auswanderer kehrte wieder zurück.

## Kultur
Die kasachische Mehrheit pflegt eine islamisch geprägte Kultur. Die Moschee von Ölgii beherbergt das Islamische Zentrum der Mongolei. Sie sitzt in einem ungewöhnlichen Winkel im Stadtgefüge, da der Bau genau in Richtung nach Mekka ausgerichtet wurde. Am gleichen Ort findet sich auch eine Madrasa (Koranschule).
Berühmt ist auch die Traditionelle Jagd mit Hilfe von abgerichteten Adlern. Die Tiere werden auf eine ähnliche Weise eingesetzt, wie es anderenorts mit Falken üblich war (Falknerei).

## Verkehr
Der Flughafen Ölgii (ZMUL/ULG) verfügt über eine Landebahn. Sie war bis 2011 unbefestigt. Er bietet regelmäßige Flüge von und nach Ulaanbaatar und unregelmäßige Flüge nach Almaty in Kasachstan.
Von Tsagaanuur aus gibt es eine Straßenverbindung nach Russland.

## Nationalparks
Der über 600.000 Hektar große Tavan-Bogd-Nationalpark ist südlich des höchsten Berges der Mongolei angeordnet und enthält die Seen Choton Nuur, Churgan Nuur und Dajan Nuur. Das Schutzgebiet bietet eine Heimat für viele hochalpine Tierarten, wie Argali-Schaf, Sibirischer Steinbock, Rothirsch, Steinmarder, Elch, Schneehuhn und Steinadler.
Das Choch-Serch-Schutzgebiet und der Siilchem-Nuruu-Nationalpark haben eine ähnliche Charakteristik, auch wenn sie sehr viel kleiner sind.
Das Develiin-Aral-Naturreservat enthält die Develiin-Insel beim Zusammenfluss der Flüsse Lsan Chooloi und Chowd. Es schützt seit 2000 diverse wasserliebende Tiere, wie Fasane, Wildschweine und Biber.
Der Tsambagaraw-Lul-Nationalpark umfasst gut 100.000 Hektar um die Gletscher an der Grenze zum Chowd-Aimag und schützt insbesondere die dort beheimateten Schneeleoparden.

## Verwaltungsgliederung
| Sum         | Mongolisch | Sum Bevölkerung (1985) | Sum Bevölkerung (1994) | Sum Bevölkerung (2005) | Sum Bevölkerung (2008) | Sum Bevölkerung (2009) | Sum Bevölkerung (2020) | Sum Zentrum Bevölkerung (2009) | Fläche (km²) | Dichte (/km²) | Entfernung von Ölgii Stadt (km) |
| ----------- | ---------- | ---------------------- | ---------------------- | ---------------------- | ---------------------- | ---------------------- | ---------------------- | ------------------------------ | ------------ | ------------- | ------------------------------- |
| Altai Sum   | Алтай      | 3.400                  | 3.237                  | 3.914                  | 3.659                  | 3.811                  | 4.277                  | 973                            | 3.163,56     | 1,35          | 112                             |
| Altantsögts | Алтанцөгц  | 3.300                  | 3.038                  | 3.038                  | 3.114                  | 3.080                  | 2.898                  | 826                            | 1.786,10     | 1,62          | 43                              |
| Bajannuur   | Баяннуур   | 4.800                  | 4.507                  | 5.320                  | 5.012                  | 5.033                  | 4.910                  | 1.784                          | 2.339,50     | 2,10          | 126                             |
| Bugat       | Бугат      | 3.300                  | 2.777                  | 3.604                  | 3.741                  | 3.642                  | 3.910                  | 1.161                          | 2.049,10     | 1,91          | 5                               |
| Bujant      | Буянт      | 2.300                  | 2.546                  | 3.002                  | 2.683                  | 2.514                  | 2.814                  | 653                            | 1.845,67     | 1,52          | 72                              |
| Bulgan      | Булган     | 5.000                  | 5.115                  | 5.901                  | 5.827                  | 5.528                  | 5.104                  | 944                            | 4.977,33     | 1,03          | 294                             |
| Delüün      | Дэлүүн     | 6.600                  | 6.782                  | 8.183                  | 7.078                  | 7.133                  | 7.482                  | 1.642                          | 5.594,99     | 1,34          | 158                             |
| Nogoonnuur  | Ногооннуур | 7.500 *                | 6.331                  | 6.539                  | 6.566                  | 6.375                  | 6.444                  | 2.165                          | 5.221,94 *   | 1,23 *        | 92                              |
| Ölgii       | Өлгий      | 24.000                 | 21.569                 | 28.248                 | 28.496                 | 28.448                 | 38.310                 | 28.448                         | 100,92       | 380           | 0                               |
| Sagsai      | Сагсай     | 4.100                  | 3.746                  | 5.185                  | 5.174                  | 5.089                  | 5.280                  | 1.375                          | 3.139,99     | 1,68          | 27                              |
| Tolbo       | Толбо      | 4.100                  | 3.746                  | 4.260                  | 4.076                  | 4.136                  | 4.275                  | 1.067                          | 2.974,69     | 1,44          | 76                              |
| Ulaanchus   | Улаанхус   | 7.300                  | 6.807                  | 8.672                  | 8.748                  | 8.407                  | 8.756                  | 1.480                          | 6.047,93     | 1,45          | 46                              |
| Tsagaannuur | Цагааннуур | -                      | 1.878                  | 1.528                  | 1.452                  | 1.473                  | 1.473                  | 1.672                          | -            | -             | 69                              |
| Tsengel     | Цэнгэл     | 6.700                  | 6.539                  | 8.364                  | 8.305                  | 8.348                  | 9.721                  | 2.028                          | 6.463,17     | 1,50          | 79                              |